# Parc Assiniboine
Parc Assiniboine est un parc de Winnipeg, Manitoba. Il a été créé en 1904 et est situé au nord de la forêt Assiniboine. Aujourd'hui, sa surface s'étend à 1 100 acres (4,45 km2), 400 acres (1,62 km2) étant conçus dans le style de jardin anglais.

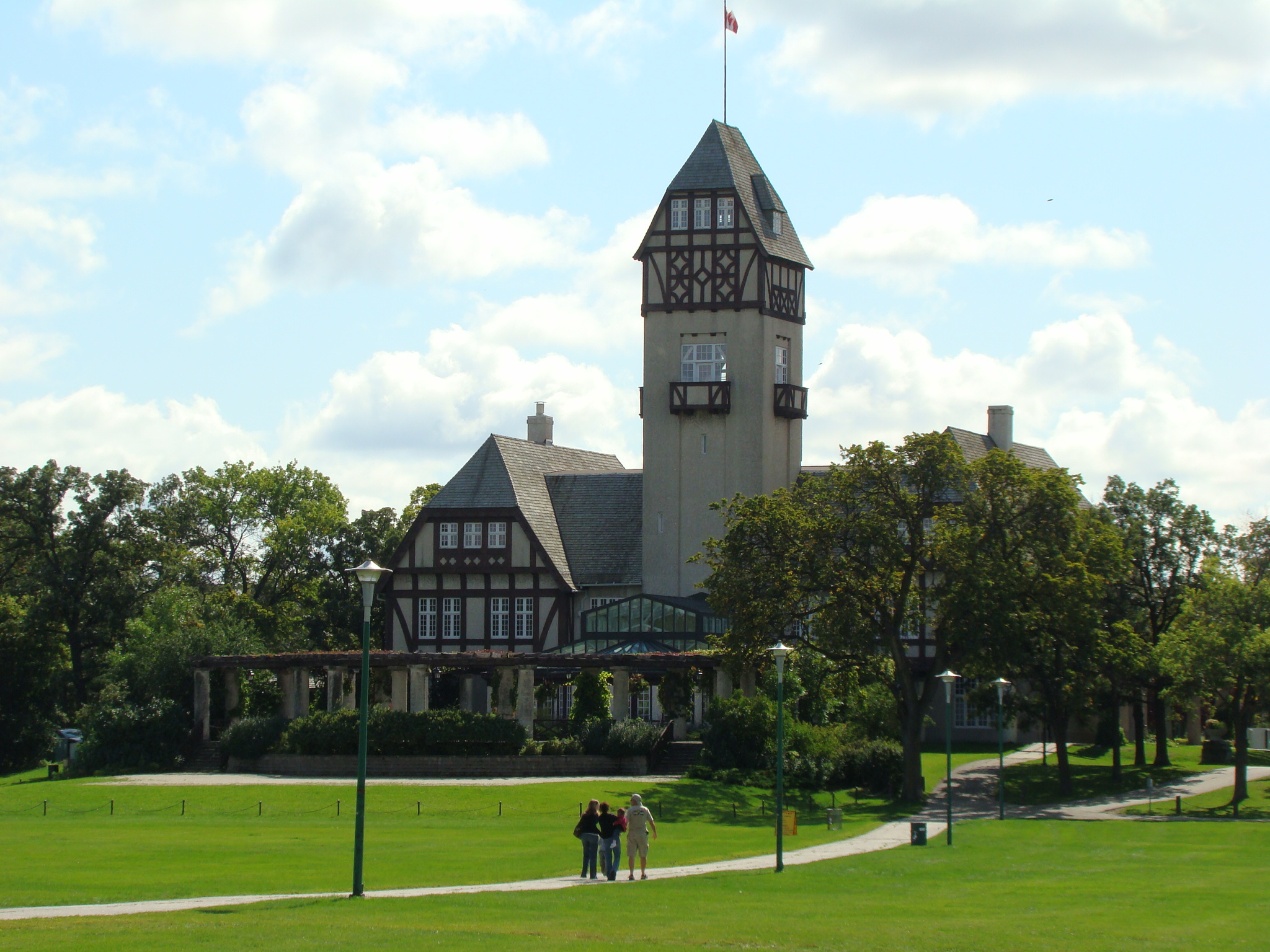
Assiniboine Park

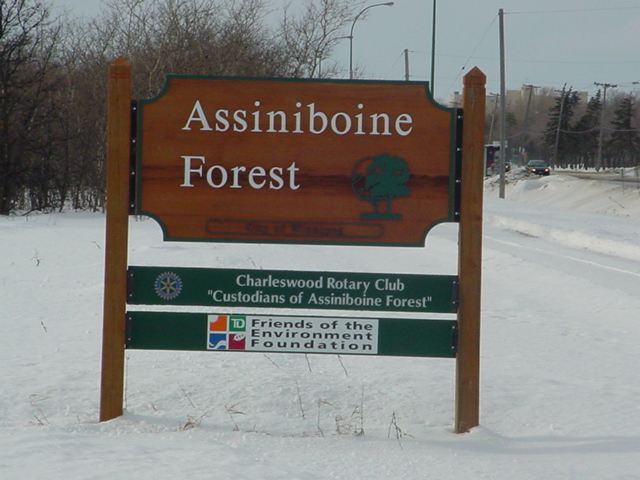
La forêt Assiniboine